# 日吾其乡
日吾其乡（藏語：རི་བོ་ཆེ་），是中华人民共和国西藏自治区日喀则市昂仁县下辖的一个乡镇级行政单位。

## 行政区划
日吾其乡下辖以下地区：
达夏村、央确村、措嘎村、日苏村、普夏村、雅隆村、古如村、热村、聂锐村、色米村、日吾其村、果朗村、布热村和西嘎村。